# Hyphantria mutans
Hyphantria mutans là một loài bướm đêm thuộc phân họ Arctiinae, họ Erebidae.